# برومو كلورو ثنائي فلورو الميثان
برومو كلورو ثنائي فلورو الميثان هو مركب كيميائي من مركبات كلوروفلوروكربون له الصيغة الكيميائية CBrClF2 ويكون على شكل غاز عديم اللون.
يصنف المركب ضمن الألكانات الهالوجينية؛ ويستخدم كمادة مثلجة، وله الاسم التجاري هالون 1211 و فريون 12B1.

## الخواص
يوجد مركب برومو كلورو ثنائي فلورو الميثان في الشروط القياسية من الضغط ودرجة الحرارة على شكل غاز عديم اللون، غير قابل للاشتعال، ذي رائحة لطيفة.
يعد المركب من غازات الدفيئة، وله قيمة احتمالية حدوث احترار عالمي تبلغ 1890، مقيسة بالنسبة لفترة 100 سنة.

## الاستخدامات
استخدم مركب برومو كلورو ثنائي فلورو الميثان في السابق في تركيب مطافئ الحريق؛ وذلك كمخمّد نار غازي Gaseous fire suppression.

## اقرأ أيضاً
- ثنائي كلورو ثنائي فلورو الميثان
- 2،1-ثنائي كلورو رباعي فلورو الإيثان